# Euonthophagus dorbignyi
Euonthophagus dorbignyi är en skalbaggsart som beskrevs av Olsoufieff 1900. Euonthophagus dorbignyi ingår i släktet Euonthophagus och familjen bladhorningar. Utöver nominatformen finns också underarten E. d. neutto.